# Белорусская приключенческая проза
Белорусская приключенческая проза — художественные произведения, написанные белорусскими авторами в приключенческом жанре.

## Первопроходцы жанра в белорусской литературе

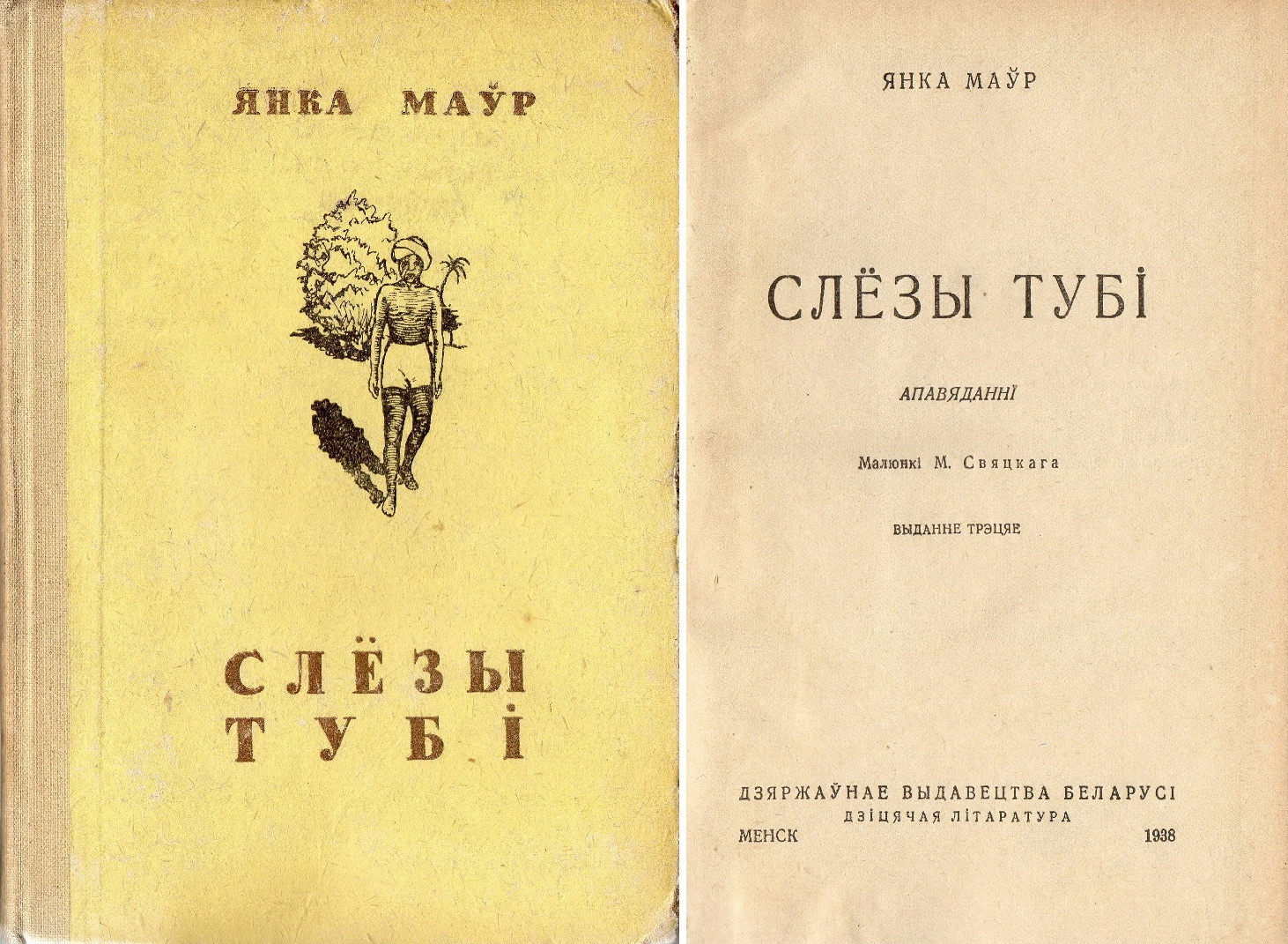
Обложка и титульный лист сборника рассказов Я. Мавра «Слезы Туби», 1938 г.

Звание первооткрывателя приключенческого жанра в белорусской литературе по праву принадлежит писателю Янке Мавру. Его повесть про первобытного человека, в чём-то и о первооткрывателях, «Человек идёт», напечатана в 1925 году в журнале «Белорусский пионер» положила начало этому жанру в белорусской литературе. А затем были повести про туземцев южных островов в Тихом океане «В стране райской птицы» (1926), «Сын воды» (1928), роман о восстании на о. Ява «Амок» (1929). Не может не взволновать трогательный рассказ «Слезы Туби» (1927), о цейлонском мальчике, который, чтобы не умереть с голоду, вынужден ежедневно, рискуя жизнью, собирать на дне океана жемчужные раковины. К родным местам Мавр обратился в повести «Полесские робинзоны» (1929), которая пользовалась успехом у юных читателей. За основу была взята тема робинзонады Даниэля Дефо, но вместо экзотики далёких заморских стран автор показал, что и в уголках родной Белоруссии можно отыскать свою романтику и красоту. В 1934 году вышла его повесть «ТВТ» (Товарищество воинствующих техников), в которой автор использовал художественную новизну для того времени. Повесть стала вызовом официальной нормативной педагогике, потому что инициатива его организации исходила от самих детей, которые без помощи взрослых, сами решают технические, хозяйственные и жизненные проблемы. На всебелорусском конкурсе детской книги «ТВТ» получила первую премию.

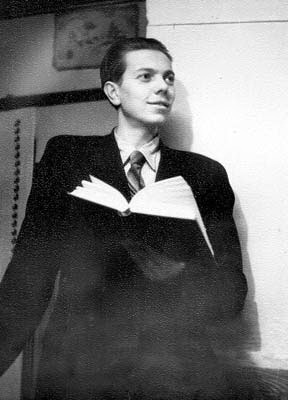
В. Короткевич в студенческие годы

Романтической направленностью, высокой художественной культурой и патриотизмом выделяются историко-приключенческие произведения Владимира Короткевича, который сам себя небезосновательно называл белорусским Александром Дюма. Свою первую приключенческую повесть «Загадка Нефертити», Короткевич написал ещё в школе, старшеклассником. Особое место среди его произведений занимает роман «Христос приземлился в Гродно» (1966), в котором писатель использовал материалы хроник и летописей, библейские тексты и выдержки из художественных произведений, народные высказывания. В романе целый набор классического приключенческого романа — это и интригующий сюжет с неожиданными развязками, и расшифровка текстов, и погони, и драки, и любовь. Но настоящую известность принесла автору историко-приключенческая повесть «Дикая охота короля Стаха» (1958, опубл. 1964), о которой Василь Быков говорил: «Созданная по испытанным канонам приключенческой романтики, эта повесть имеет и нечто особенное в своей структуре, какую-то присущую ей тайну-загадку, которую даже трудно объяснить с позиций формальной логики, а можно разве что почувствовать». К историко-приключенческому жанру попытался обратиться и сам Быков, в своей военной повести «Последний боец» (1957).
Имеет историческую основу и историко-приключенческий роман Леонида Дайнеко «Меч князя Вячки» (1987), события которого происходят в XIII веке Тема романа — героическая борьба горожан древнего Полоцка с тевтонскими рыцарями-крестоносцами, а само произведение проникнуто идеей о необходимости единения славянских народов и их ближайших соседей. За исторический роман «Меч князя Вячки» Леонид Дайнеко награждён Литературной премией Союза писателей Белоруссии имени Ивана Мележа (1989). Со страницами белорусской истории знакомит автор и в романе «След оборотня» (1988), в котором повествуется о малоизвестных страницах жизни князя Всеслава Полоцкого. За оба этих романа Леонид Дайнеко удостоен Государственной премии Белоруссии имени К. Калиновского (1990).
К одной из любимых тем Я. Мавра — темы далёких океанских островов обратился Павел Мисько в повести «Грот афалины» (1985), события в которой разворачиваются на островах и атоллах архипелага, прозванного Весёлым, куда приезжают веселиться богачи. Но не до веселья коренным жителям. События, иногда с опасными ситуациями, происходящими на земле и под землёй, на воде и под водой, а герои — не только люди, но даже и дельфины.

## Любовь к истории и исследованиям
Окунаются в приключения в родных белорусских местах герои повести лауреата Литературной премии имени Ивана Мележа, Андрея Федоренко, «Щербатый талер» (1999). В рассказе главные герои — трое мальчиков и две девочки, в руки которых попадает старая карта-схема и несколько серебряных талеров, во время школьных каникул ищут сокровища наполеоновской армии. По повести на Беларусьфильме был снят четырёхсерийный художественный фильм «Три талера» (2005), а сама повесть включена в школьные хрестоматии. В 2001 году вышла ещё одна успешная повесть автора — «Афганская шкатулка», в которой события сконцентрированы вокруг поисков афганской шкатулки, которая попадает через изуродованного Афганской войной солдата на территорию Беларуси.
Учат любить Родину патриотические произведения Алексея Якимовича. В его повести «Когда куковала кукушка» (впервые напечатано в журнале «Молодость» в 1996 году под назв. «За родную землю») повествуется о событиях XVI века, времена войны с Русским государством. А события повести «Барское дитя» (напечатано в «Молодости», 1998) происходят во время национально-освободительного восстания 1794 года в Польше, Беларуси и Литве против царской России и Пруссии, которые в 1793 году осуществили второй раздел Речи Посполитой. Оба произведения вошли в книгу «Когда куковала кукушка» (2013), изданную в библиотечке «Переходный возраст» издательства «Издательский дом „Звязда“».

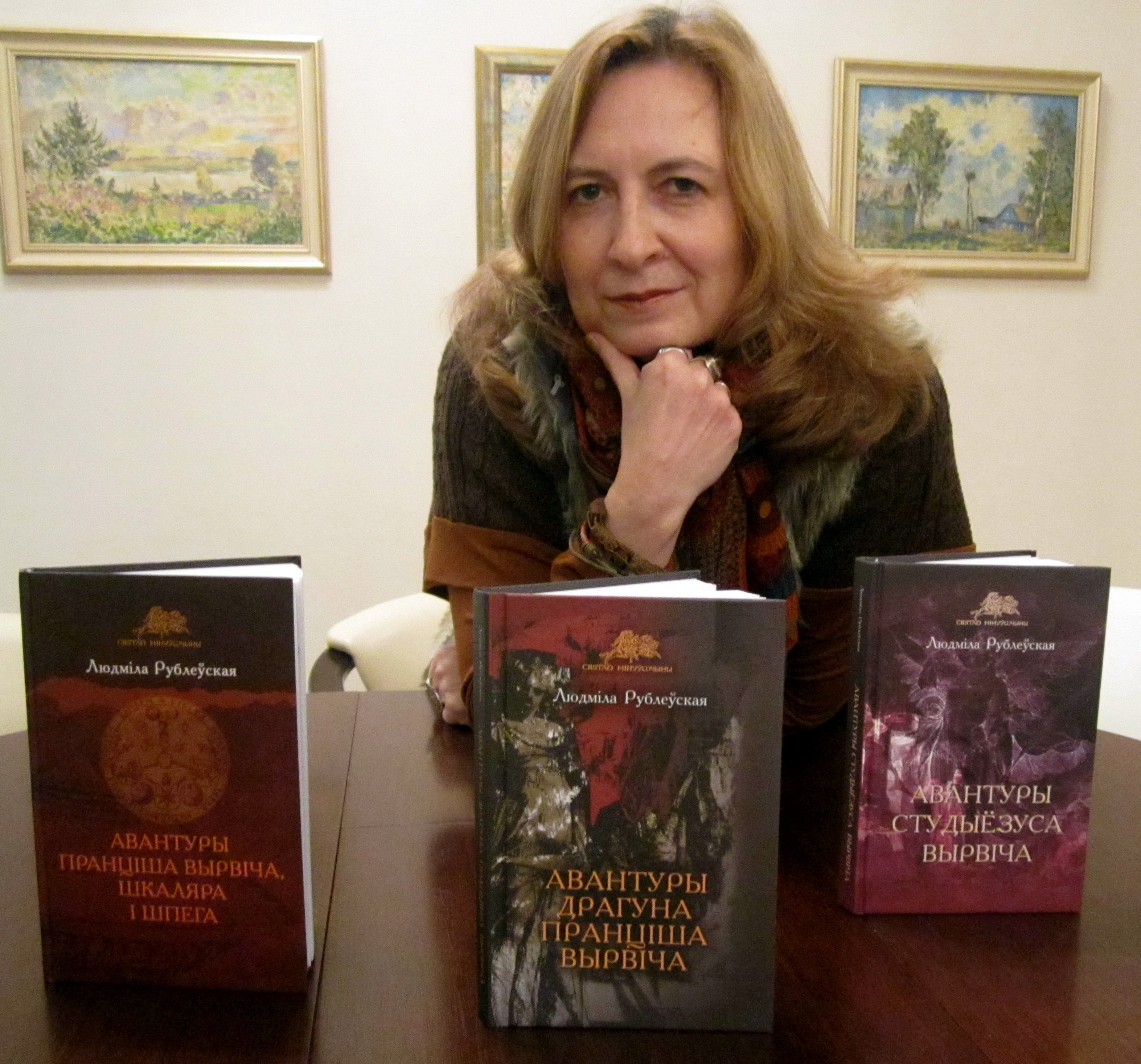
Людмила Рублевская с трилогией «Авантюры Прантиша Вырвича»

Особое место в приключенческой прозе 2000-х занимают произведения Людмилы Рублевской, в которых нередко современность пересекается с прошлым. Герои её книг разгадывают тайны истории, ищут сокровища, самоотверженно борются и за Родину, и за любовь. И, безусловно же, окунаются в приключения. Так, героиня повести «Сердце мраморного ангела» (2000) искусствовед Екатерина, в руки которой во время поиска «ценных экспонатов» в одном из провинциальных краеведческих музеев попадает чёрная жемчужина королевы Боны, сама якобы замечает: «Люблю путешествовать. Иногда эта склонность впутывает меня в авантюрные происшествия…». Но настоящие приключения ждут в приключенческо-фантасмагорической трилогии Рублевской про Прантиша Вырвича. В первой части трилогии «Авантюры Прантиша Вырвича, школяра и сыщика» читатель встречается с беглым учеником Минского иезуитского коллегиума Прантишем Вырвичем и доктором Бутрамеем Лёдником из Полоцка, которых судьба заносит в подземелье Слуцка, Минска и Полоцка, они спасают Сильфиду, добывают копьё Святого Маврикия, а также бьются за свою честь и за Родину. Во второй части, «Авантюры студиозуса Вырвича» (2014) герои путешествуют через всю Европу XVIII века, попадают и выпутываются из магнатских интриг вокруг трона Речи Посполитой. Также из исторической тематики интересны произведения Рублевской, в которых затронута тема восстания Кастуся Калиновского.
К теме восстания 1863-64 годов обратился и Алесь Наварич в своём романе «Литовский волк» (2005), пропитанный духом авантюризма, любовными интригами, и возвышенной жаждой героев романа к свободе. За роман писатель награждён специальной премией Президента Республики Беларусь (2003).
Про драматические события славянской истории на рубеже IX-X веков, повествует и историко-приключенческий роман Зинаиды Дудюк «Велеситы» (2011). Роман затрагивает тему отношений славян с Византийской империей, королевством франков, а также тюркскими племенами.
На фоне исторических приключений неожиданно выделяется мистически-приключенческая повесть Дмитрия Петровича «Белая женщина» (2012), которая рассказывает об опасных приключениях друзей-спелеологов — людей, одержимых исследованием пещер.

## Радзивилловская тематика
Белорусской приключенческой литературе более свойственно, за небольшим исключением, именно историческая тематика, которая также представлена и в других жанрах, например таких, как детектив. И здесь не меньший интерес, чем тема восстаний в Беларуси, вызывает восхищение одной из самых нераскрытых загадок белорусской истории — легендой о несметных сокровищах князей Радзивиллов, и в первую очередь самом загадочном из них — до сих пор не найденных легендарных двенадцати золотых апостолов. Так, Константин Тарасов посвятил этой теме рассказ «Аудиторская проверка в Несвиже, или Сокровище Несвижского замка» (2006).

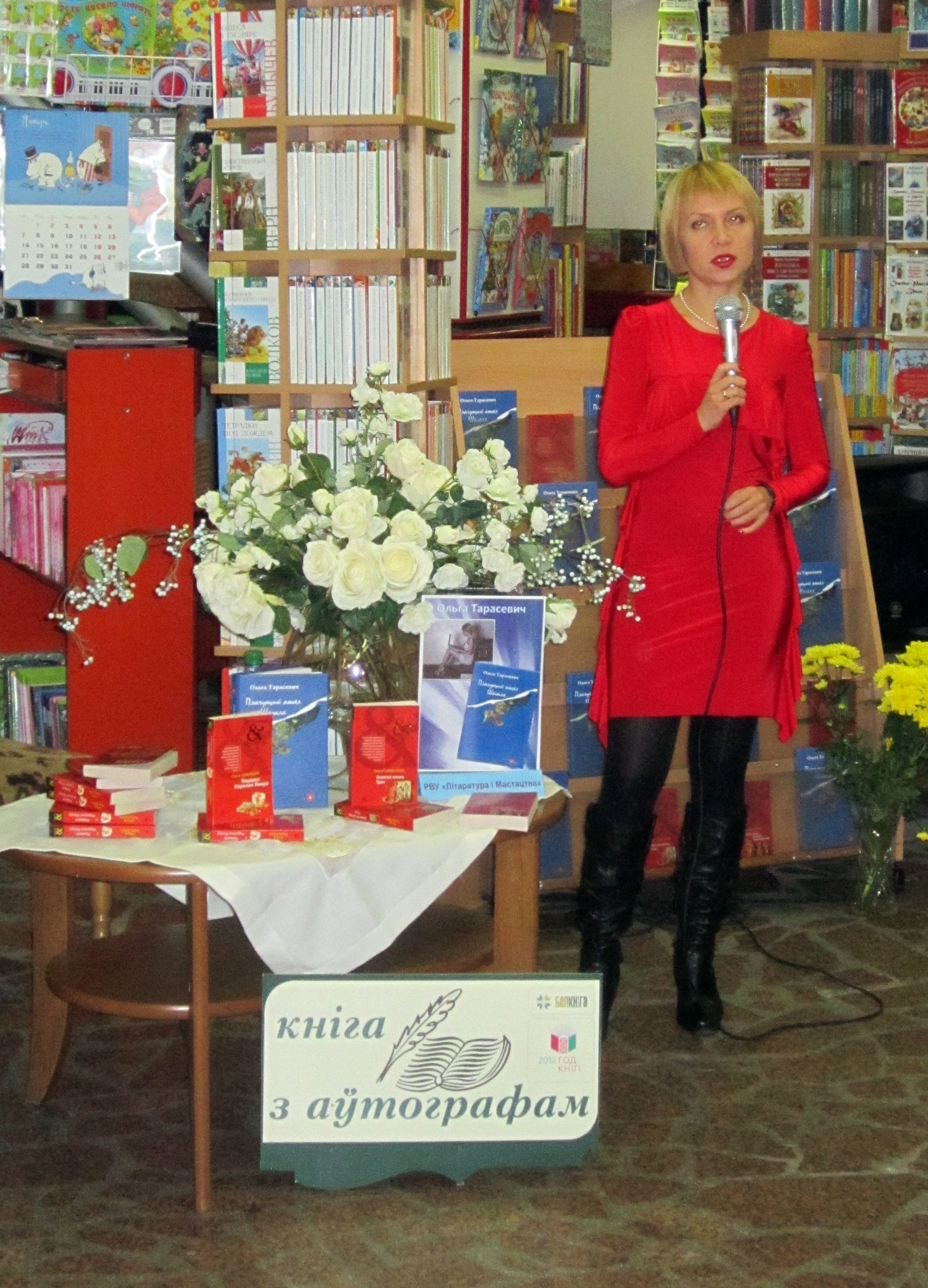
Писательница Ольга Тарасевич

Интригующе переплела тайны прошлого и настоящего известная детевтивщица Ольга Тарасевич в своей книге «Сокровище князей Радзивиллов» (2008), в которой показаны времена правления Несвижем Домиником Радзивиллом, когда во время наполеоновского похода на Россию в Несвиже исчезают легендарные двенадцать апостолов. Но писательница рискнула пойти дальше, и продолжение легенды перенесла и в наше время, использовав несвижские предания как основу приключенческого детектива с интересной сюжетной линией. Роман «Сокровище князей Радзивиллов» был экранизирован, по нему было снято 2 серии в многосерийном сериале Белтелерадиокомпании по романам Ольги Тарасевич «Поцелуй Сократа».
Про загадочную историю легендарных сокровищ, принадлежавших князьям Радзивиллам и таинственно исчезнувших в далёком и тревожном 1812 году и повествует приключенческий роман-мистерия Александра Олешкевича «Золотые апостолы Радзивилловские» (2011).
На фоне древнего и современного Несвижа разворачиваются события по поиску семейной реликвии рода Радзивиллов в историко-приключенческом романе Эндрю Олвика (коллективный псевдоним Виктора Лобковича, Олега Сухамера и Андрея Остроумова) «Следы апостолов. Секретные материалы» (2011), в котором переплелись легенды и реальность, убийства и любовь, а среди основных героев — сотрудники советской и германской разведок, представители Ватикана, члены оккультных обществ. Роман был экранизирован в 2013 году на Беларусьфильме как 4-серийный фильм «Следы апостолов».